# Чепанги
Чепанги су малобројни тибетанско-бурмански народ, који претежно живи у централном Непалу. Они су староседеоци ове области. Чепанга има укупно око 68.399, од тога 52.237 у Непалу, а остатак у Индији, Кини и другим државама. Чепанги су по вероисповести већином хиндуисти (67,63%) са значајним постотком будиста (23,38%), хришћана (7,49%) и муслимана (1,14%). Говоре чепанг језиком, који припада сино-тибетанској породици језика. Међу Чепангима је заступљен и непалски језик.
Историјски, Чепанги су били номадско племе које је убрзо прешло на седелачки начин живота, и почело да се бави узгојем банана, проса и кукуруза. Озбиљна топографија је учинила узгој биљака тежим, тако да су Чепанги почели да налазе храну у шумама. У шумама су се претежно хранили рибом, птицама и слепим мишевима, што им је било веома значајно.
Велики број Чепанга не уме да чита па тако да међу њима има једино основних школа.